# 石川素童
石川 素童（いしかわ そどう、天保12年12月1日（1842年1月12日） - 大正9年（1920年）11月16日）は、尾張国大曽根出身の僧侶。

## 人物
天保12年12月1日（1842年1月12日）、尾張国大曽根において出生。9歳のときに仏門に入る。長門国・信濃国・尾張国など各地で修行を積み、地元泰増寺に戻る。元治元年（1864年）には總持寺、1875年（明治8年）には豊橋龍拈寺の住職に就任。さらには彦根清涼寺、東京豪徳寺、小田原最乗寺の住職を歴任し、1905年（明治38年）には当時石川県鳳至郡にあった曹洞宗大本山總持寺の貫首に至った。翌年には曹洞宗管長となる。焼失した總持寺の再興に際して、神奈川県鶴見への移転を主導したとされる。1920年（大正9年）11月16日没。

## 著作
- 『十種疑問落草談』鴻盟社、1902年。
- 森田悟由（共著）『辛亥教諭講話』1911年。
- 森田悟由（共著）『壬子教諭講話』曹洞宗務院、1912年。
- 『常済大師御和讃』大本山総持寺、1915年。
- 『夜明簾 : 大円玄致禅師御法話』鴻盟社、1915年。
- 『獅子吼』松栄社書店、1917年。
- 『曹洞宗授戒指南記』高顕寺、1963年。
- 『伝光録白字弁 : 大円玄致禅師垂示』瑩山禅師奉讃刊行会、1974年。